# Daydream Nation
Daydream Nation (с англ. — «Нация мечтателей») — пятый студийный альбом Sonic Youth, вышедший в 1988 году на Enigma Records (США) и Blast First Records (Великобритания). Сразу же после выхода он был высоко оценён критиками и получил большую известность в среде любителей альтернативной музыки, что впоследствии помогло группе заключить контракт с мейджор-лейблом DGC. По мнению сайта AllMusic, альбом Daydream Nation вывел Sonic Youth в число лучших и наиболее оригинальных американских групп, исполняющих альтернативный рок. В 2005 году Библиотека Конгресса включила альбом в Национальный реестр звукозаписи как культурно и исторически значимую работу.

## История создания
Тёрстон Мур рассказывал о замысле альбома:

«Первоначально у нас возникла идея переписать заново весь битловский белый альбом, но мы разучили только „Back in the U.S.S.R.“ и дальше не продвинулись… Как бы то ни было, решимость сделать двойной альбом осталась, только теперь мы стали серьёзнее подходить к созданию собственной музыки. Так и получился Daydream Nation: взгляд на поп-культуру из области той культуры, в которой находились мы сами».

Альбом был записан в июле—августе 1988 года в нью-йоркской студии Greene St. Recording. Хотя в музыкальном плане он был ощутимо прямолинейнее и мелодичнее более ранних релизов Sonic Youth, в то же время на этот раз группа позволила себе больше свободы в студии и зафиксировала в записи продолжительные импровизационные джемы, какими славились их репетиции. В результате Daydream Nation «растянулся» до двойного альбома. Запись обошлась группе в 30000 долларов — Daydream Nation стал самой «дорогой» их пластинкой на тот момент.

## Реакция критики
Daydream Nation появился в продаже в октябре 1988 года. Выход альбома был предварён выпуском синглов «Teen Age Riot» и «Silver Rocket», первый из которых поднялся до 20 места в Modern Rock Tracks. Сам альбом тем не менее такой популярности не добился и достиг лишь 99 места в UK Album Charts. Несмотря на сдержанный успех у публики, Daydream Nation снискал множество похвал у музыкальных критиков. Rolling Stone писал, что на этом альбоме «главная американская гитарная группа 1980-x предстала перед публикой на пике мощи и провидения». NME назвал его «самым радикальным альбомом года». Позднее он был включён в список 500 величайших альбомов всех времён по версии журнала Rolling Stone под номером 348, занял первое место в топ-100 лучших альбомов 1980-x Pitchfork Media и тринадцатое в списке лучших альбомов 1985—2010 годов по версии Spin. Обозреватель All Music Guide Марк Деминг назвал альбом «первым безусловным шедевром» группы, в котором «выразился сплав их любви к шумовым эффектам и звука электрогитар с композиционными построениями, вобравшими элементы панка, прога, буги и психоделии».

## Оформление
На обложке альбома размещен фрагмент картины Герхарда Рихтера «Свеча». На обратной стороне представлена другая картина Рихтера, тоже изображающая свечу, поверх неё напечатан трек-лист. На пластинках и компакт-диске были изображены четыре символа, пародирующие соответствующие символы Led Zeppelin и отображающие участников группы: знак бесконечности, зеркало Венеры, омега и карикатурный рисунок барабанщика с ангельскими крыльями и нимбом и дьявольскими рожками и хвостом.
В 2011 году обложка альбома заняла 23-е место в списке лучших обложек альбомов всех времен по мнению читателей интернет издания Music Radar.

## Список композиций
Авторство всех песен — Sonic Youth
1. «Teen Age Riot» — 6:57 (слова/вокал — Тёрстон Мур, вокал во вступительной части — Ким Гордон)
2. «Silver Rocket» — 3:47 (слова/вокал — Мур)
3. «The Sprawl» — 7:42 (слова/вокал — Гордон)
4. «'Cross the Breeze» — 7:00 (слова/вокал — Гордон)
5. «Eric’s Trip» — 3:48 (слова/вокал — Ли Ранальдо)
6. «Total Trash» — 7:33 (слова/вокал — Мур)
7. «Hey Joni» — 4:23 (слова/вокал — Ранальдо)
8. «Providence» — 2:41 (вокал — Майк Уотт)
9. «Candle» — 4:58 (слова/вокал — Мур)
10. «Rain King» — 4:39 (слова/вокал — Ранальдо)
11. «Kissability» (слова/вокал — Гордон) — 3:08
12. Trilogy: — 14:02*
  - a) «The Wonder» — 4:15 (слова/вокал — Мур)
  - b) «Hyperstation» — 7:13 (слова/вокал — Мур)
  - z) «Eliminator Jr.» — 2:37 (слова/вокал — Гордон)

- На некоторых релизах части «Trilogy» объединены в единый трек.